# رضوانية (السفيرة)
رضوانية قرية سوريّة تتبع إداريّاً لمحافظة حلب منطقة السفيرة ناحية مركز السفيرة، بلغ تعداد سكانها 974 نسمة حسب التعداد السكاني لعام 2004.